# 上籾
上籾（かみもみ）は、岡山県久米郡久米南町にある大字。郵便番号は709-3621。

## 地理
久米南町の山間部に位置し、中籾、松、北庄、美咲町境、岡山市北区建部町角石谷に隣接する。棚田の美しい景観が広がっており、1999年（平成11年）7月に日本の棚田百選に認定されている。

## 歴史
開村1300年以上にもなる歴史の長い集落であり、元禄2年（1689年）に編纂された作陽誌によると租税614石8斗、49戸315人とある。

## 小・中学校の学区
町立小・中学校に通う場合、学区は以下の通りとなる。
|      | 小学校               | 中学校                 |
| ---- | -------------------- | ---------------------- |
| 上籾 | 久米南町立神目小学校 | 久米南町立久米南中学校 |

## 交通
- 岡山県道373号栃原久米南線
- 岡山県道375号上籾神目停車場線

## 施設
- 上籾の棚田